# Hyundai KIA Epsilon
| Hyundai/KIA          | Hyundai/KIA                                            |
| -------------------- | ------------------------------------------------------ |
|                      |                                                        |
| Epsilon              |                                                        |
| Hersteller:          | Hyundai / KIA                                          |
| Produktionszeitraum: | 1997 bis heute                                         |
| Bauform:             | Reihendreizylinder/Reihenvierzylinder                  |
| Motoren:             | 0,8 l (798 / 814 cm³) 1,0 l (999 cm³) 1,1 l (1086 cm³) |
| Zylinder-Zündfolge:  | 1-3-2 / 1–3–4–2                                        |
| Vorgängermodell:     | keines                                                 |
| Nachfolgemodell:     | Kappa                                                  |
| Ähnliche Modelle:    | keines                                                 |

Epsilon ist eine Baureihe von Drei- und Vierzylinder-Ottomotoren des Herstellers Hyundai Motor Group mit einfacher obenliegender Nockenwelle (SOHC) und drei Ventilen pro Zylinder. Die Motoren werden in Ulsan (Südkorea) und Irrungattukatoi (Indien) gebaut.
Der Motorblock besteht aus Grauguss, der Zylinderkopf aus Leichtmetall. Der kleinste Motor mit 0,8 Liter Hubraum ist nur in der ersten und aktuellen Serie enthalten. Die Neuauflage unterscheidet sich deutlich vom Vorgänger. Dieser begann die Reihe mit einer Bohrung von 63 mm und 64 mm Hub bei 97,5 kg Trockengewicht. Der mittlere Motor hat 66 mm Bohrung und 73 mm Hub. Wie der größte der Reihe (67 mm Bohrung und 77 mm Hub) wiegt er mit 83,9 kg fast zwei Kilogramm mehr als der Nachfolger Hyundai KIA Kappa mit Aluminiumgehäuse und größerem Hubraum. Beide Größen sind in zwei Neuauflagen erschienen. Von letzterer wurde 2011 der neue Dreizylinder abgeleitet. Die Leerlaufdrehzahl der Epsilon-Reihe beträgt 850/min und erhöht sich bei aktiver Klimaanlage auf 900 Umdrehungen pro Minute.
Die Nockenwelle wird mit einem Zahnriemen angetrieben, die Motoren sind keine Freiläufer. Die Inspektion ist alle 60.000 km, der Zahnriementausch modellbezogen alle 80.000 – 90.000 km vorgesehen.

## Epsilon
Mit zwölf Ventilen stellt die Epsilon-Reihe neben dem 1.5 L Alpha die einzige Hyundai- bzw. KIA-Motorenreihe mit weniger als vier Ventilen pro Zylinder dar. Von den drei Ventilen wurden zwei auf der Einlassseite positioniert, um im Zylinder eine schnelle und gleichmäßige Füllung zu erreichen. Zur Gemischbildung dient eine Mehrpunkteinspritzung (MFI) im Saugrohr. Die Zündung wird von einem Klopfsensor überwacht, der eine Selbstzündung erkennt und das Motorsteuergerät darüber informiert. Das verschiebt den Zündzeitpunkt dementsprechend. Besonders durch Indiens schwankende Spritqualität erhält der Sensor eine zentrale und auch motorschonende Aufgabe.

## Epsilon DLI

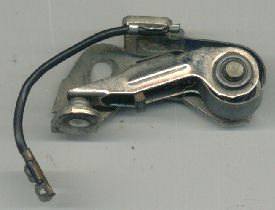
Der nun entfallene Zündunterbrecher, dessen Kontakte (links) mit der Zeit ihren Abstand und damit den Zündzeitpunkt veränderten – zulasten von Laufkultur und Leistung (vgl).

2001 erhielt die Epsilon-Reihe eine erste grundlegende Überarbeitung, die nur den 1,0-Liter-Motor betraf, der zur Differenzierung ein -E im Motorcode erhielt. Der 0,8-Liter-Motor wurde nicht weiterentwickelt und lief im selben Jahr aus. Der Zündverteiler mit mechanischer Zündunterbrechung wurde gegen eine kontaktlose und damit verschleißärmere Zündung getauscht. Ihre elektronische Steuerung präzisiert zudem den Zündzeitpunkt und führt damit zu effizienterer Verbrennung. Sie steigerte die Leistung des 1,0-Liter-Motors um 3 kW und bewirkte einen runderen Motorlauf.
Die Bezeichnung DLI wurde wie die der folgenden Serien nur im indischen Markt genutzt, steht aber als einzige Differenzierung zur Verfügung. Sie steht für das kontaktlose Zündsystem, „DistributorLess Ignition“.

## Epsilon eRLX
Um dem gegenüber der indischen Konkurrenz als zu hoch wahrgenommenen Verbrauch der Epsilon-Motoren entgegenzuwirken, startete Hyundai 2002 eine technische Überarbeitung und eine umfassende Werbekampagne für die eRLX genannte Revision. Hierbei wurde erstmals umfassend Gebrauch von vergleichender Werbung gemacht.
Anstelle der nicht fortgeführten 0,8-l-Variante kam als weiteres Modell der 1,1-l hinzu. Es wurden reibungsärmere Kolbenringe und Ventiltriebe eingesetzt – mittels „Rotary Head Intelligent Valve Actuator“ (RHiATM). Zentraler Bestandteil ist aber das von Bosch zugelieferte Motorsteuergerät. Dieses regelt situationsabhängig Einspritzmenge und Zündzeitpunkt. Die Multipointeinspritzung aktiviert hierfür unter Volllast je zwei Injektoren gleichzeitig, während diese im Teillastbetrieb nacheinander geschaltet werden. Diese Neuerung nannte Hyundai „Differentially Programmed Intelligent Injection“ (DPiITM). Das so angereicherte Gemisch wird dann von der „Real Time Intelligent Ignition“ (RTiITM) auf Fahrsituation und Spritqualität hin angepasst gezündet. Das frühere Motorsteuergerät verwendete stattdessen feste Kennlinien ohne Bezug zur aktuellen (Sprit-)Situation. Qualitätschwankungen des Kraftstoffes gleicht der Motor zudem mit einem „Fuel Quality Immunizer“ aus, dessen Funktion Hyundai nicht weiter ausführte, die sich aber aus Zündungssteuerung und Klopfsensor zusammensetzen dürfte.

## Epsilon iRDE
2004 startete die abermals überarbeitete vorletzte Epsilon-Serie. Ihr Kürzel weist auf die neue Motorsteuerung „intelligent Responsive Drive Engine“, welche die durch neue Kolben auf 10,1 erhöhte Verdichtung berücksichtigt. Sie ist auch die Ursache der erreichten Mehrleistung. Ihr Debüt gab sie 2004 im Kia Picanto, 2005 folgte im Hyundai Getz die 67 PS leistende Topversion der Reihe. Erst 2008 fand dann im Hyundai i10 auch die Marketing-Premiere mit der Nutzung des neuen Kürzels statt – auf den Märkten, in denen auch die bisherigen Kürzel vermarktet wurden.

## Epsilon iRDE 2
Die Epsilon-Topversion wurde Ende 2010 auf 69 PS gestärkt und nach Euro-5-Norm zertifiziert. Der Schritt ist insofern erstaunlich, als mit dem 1,0-l-Kappa zeitgleich ein modernerer Antrieb erschien. In Österreich wird er sogar parallel angeboten. Die Epsilon-Reihe ist damit die einzige, die bei schon vorhandenem Nachfolger nach Euro-5-Norm zertifiziert wurde.
Verändert wurden die Kolben und Kolbenringe, die mit einer Beschichtung reibungsreduziert wurden. Zudem wurden die Durchmesser von Ein- und Auslassventilen vergrößert sowie deren Öffnungshub vergrößert, woraus mehr Luftdurchsatz resultiert. Dadurch kann mehr Benzin zugegeben werden, was 2 PS Mehrleistung bewirkt. Das Drehmoment blieb bei 99 Nm. Seine Leistung gleicht damit nun jener des 0,8-l-Turbomotors aus der ersten Epsilon-Serie von 1998 (vgl.).
Der Normverbrauch sank um 0,3 auf 4,7 l/100 km.
2011 folgte für den Hyundai Eon ein 0,8-l-Dreizylinder. Als einziger Epsilon-Motor besitzt er ein „Battery Management System“. Es reduziert oder erhöht den Einsatz der dynamogleichen Lichtmaschine und damit den Antriebsaufwand für den Motor. Während Bremsvorgängen lässt es die Lichtmaschine mit voller Last Strom für die Batterie produzieren, der beim nächsten Beschleunigungsvorgang wieder abgeholt wird, um die Lichtmaschine dann möglichst lastarm laufen zu lassen. So bleibt der Vortrieb unabhängig von der eingeschalteten Klimaanlage, berichten Automagazine. Basierend auf dem 1,1L zeigen sich trotz Ausgleichswelle jedoch starke Vibrationen, die besonders im (leisen) Leerlauf auch den Schalthebel erreichen. Grund sind die Schaltstangen, an deren Stelle die restliche Modellpalette Schaltseile verwendet. Eine deutliche Anfahrschwäche bis 1500 min−1 trotz konzerntypisch leichtgängiger Kupplung lasse die Neuentwicklung hinter anderen Dreizylindern der Zielmärkte Indien, Philippinen, Vietnam und Chile zurückstehen. Die Normverbrauchstests weichen vom europäischen deutlich ab, sodass die 4,7 l/100 km nicht direkt vergleichbar sind. Real sind es 5,8 l/100 km, ein halber Liter unter dem vierzylindrigen und 230 kg schwereren i10.

## Daten
| Serie          | Motorcode                  | Hubraum (cm³) | Hub × Bohrung (mm) | Leistung bei (1/min) | Drehmoment bei (1/min) | Zylinder | Verdichtung | Aufladung | Einspritzung |
| -------------- | -------------------------- | ------------- | ------------------ | -------------------- | ---------------------- | -------- | ----------- | --------- | ------------ |
| Epsilon        | G4HA                       | 798           | 64 × 63            | 52 bei 6000          | 70 bei 4000            | 4        | 9,5         | -         | MFI          |
| Epsilon        | G4HA-TC                    | 798           | 64 × 63            | 70 bei 6000          | 103 bei 4000           | 4        | 8           | Turbo 1   | MFI          |
| Epsilon        | G4HC                       | 999           | 73 × 66            | 54 bei 6000          | 73 bei 4000            | 4        | 9,5         | -         | MFI          |
| Epsilon DLI    | G4HC-E                     | 999           | 73 × 66            | 58 bei 5700          | 84 bei 3250            | 4        | 9,5         | -         | MFI          |
| Epsilon eRLX   | G4HD / G4H46/59 / G4H46-D4 | 1086          | 77 × 67            | 59 bei 5450          | 89 bei 2850            | 4        | 9,6         | -         | MFI          |
| Epsilon eRLX   | G4H46                      | 1086          | 77 × 67            | 62/63 bei 5500       | 94/87 bei 3200/3000    | 4        | 9,6         | -         | MFI          |
| Epsilon iRDE   | G4HE                       | 999           | 73 × 66            | 61.2 2 bei 5600      | 86 bei 2900 3          | 4        | 10,1        | -         | MFI          |
| Epsilon iRDE   | G4HF(-E4)                  | 999           | 73 × 66            | 63 bei 5600          | -? -                   | 4        | 10,1        | -         | MFI          |
| Epsilon iRDE   | G4HG                       | 1086          | 77 × 67            | 63 bei 5500          | 97 bei 3000 3          | 4        | 10,1        | -         | MFI          |
| Epsilon iRDE   | G4HG                       | 1086          | 77 × 67            | 65 bei 5500          | 97 bei 2800 3          | 4        | 10,1        | -         | MFI          |
| Epsilon iRDE   | G4HG / G4H48               | 1086          | 77 × 67            | 66.7 2 bei 5500      | 99 bei 3200 3          | 4        | 10,1        | -         | MFI          |
| Epsilon iRDE 2 | G4HG                       | 1086          | 77 × 67            | 69 bei 5500          | 99 bei 4500            | 4        | 10,1        | -         | MFI          |
| Epsilon iRDE 2 | G3HA                       | 814           | 77 × 67            | 56 bei 5500          | 75 bei 4000            | 3        | 10,1        | -         | MFI          |

## Einsatz
Aufgelistet sind die weltweit eingebauten Epsilon-Motoren für jedes Modell, nicht in jedem Land werden alle aufgeführten Konfigurationen angeboten.
Hyundai Atos
- Atos (ab 2000 Atos Prime) / Santro / Amica
  - G4HA, G4HA-TC, G4HC: 1998–2001
- Atos Prime / Santro ZipPlus / Amica / Kia Visto
  - G4HA, G4HC-E: 2001–2003 (in Pakistan bis heute)
- Atos Prime / Santro Xing / Amica / Dodge Atos
  - G4HD / G4H46/59 / G4H46-D4: 2003–2012
  - G4HG (63 PS): seit 2005

Hyundai Eon
- Eon GB
  - G3HA: seit 2011

Hyundai Getz
- Getz TB
  - G4H46: 2002–2005
- Getz TBi
  - G4HG / G4H48: 2005–2009

Hyundai i10
- i10 PA
  - G4HG / G4H48: 2008–2011
  - G4HG (69 PS): seit 2011

Kia Picanto
- Picanto BA
  - G4HE: 2004–2011
  - G4HF: 2004–2007
  - G4HF-E4: 2008–2011
  - G4HG (65 PS): 2004–2011
- Picanto TA
  - G4HG (65 PS): seit 2011 (Mittlerer Osten)